# Gargantilla del Lozoya y Pinilla de Buitrago
Gargantilla del Lozoya y Pinilla de Buitrago é um município da Espanha na província e comunidade autónoma de Madrid, de área 24,12 km² com população de 371 habitantes (2007) e densidade populacional de 13,43 hab/km².

## Demografia
| Variação demográfica do município entre 1991 e 2004 | Variação demográfica do município entre 1991 e 2004 | Variação demográfica do município entre 1991 e 2004 | Variação demográfica do município entre 1991 e 2004 |
| --------------------------------------------------- | --------------------------------------------------- | --------------------------------------------------- | --------------------------------------------------- |
| 1991                                                | 1996                                                | 2001                                                | 2004                                                |
| 220                                                 | 212                                                 | 283                                                 | 321                                                 |